# Đại lộ cây dương vào mùa thu
Đại lộ cây dương vào mùa thu là một bức tranh sơn dầu của họa sĩ người Hà Lan Vincent van Gogh sáng tác năm 1884.
Vào tháng 10 năm 1884, Van Gogh đã mô tả Đại lộ cây dương vào mùa thu cho anh trai Theo, "Điều cuối cùng tôi thực hiện là một nghiên cứu khá lớn về đại lộ cây dương, với những chiếc lá mùa thu vàng, ánh nắng chiếu rọi, đây đó, những điểm lấp lánh trên mặt đường." lá rụng trên mặt đất, xen lẫn bóng dài của thân cây, Cuối đường là một ngôi nhà nhỏ, trên đó là cả bầu trời trong xanh xuyên qua lá thu”.